# 무시카 왕조
무시카(말라얄람어: മൂഷിക)는 현재 인도 케랄라주 북부 말라바르의 에지산(에지말라)과 그 주변 지역을 지배한 작은 왕조이다. 같은 이름의 헤하야 씨족의 고대 혈통이 다스리던 무시카의 나라는 인도 남부의 초기 역사(팔라바 이전)에 나타난다. 초기 타밀 시에는 에쥐말라이의 난난의 공적에 대한 여러 언급이 포함되어 있다. 난난은 팔라바 이전의 체라 족장들의 큰 적으로 알려졌다. 씨족은 또한 체라, 판디아 및 촐라 족장과 결혼 동맹을 맺었다. 무쉬카 왕조의 후손인 콜라투나두 왕국은 권력의 정점에 서 북쪽의 네트라바티강(망갈로르)에서 남쪽의 코라푸자(코지코드)까지 확장되었으며 서쪽에는 아라비아해와 코다구 언덕이 있다. 아라비아해의 락샤드위프 제도의 고립된 섬을 포함하여 동쪽 경계에 있다.
무쉬카 왕국은 중세 초기에 점차 군주제 정치(콜라데삼으로 알려짐)로 발전했다. 중세 무시카는 소마밤사의 크샤트리야로 간주되었다. 중세 시대에 무쉬카 왕의 세습 칭호는 라마가타 무샤카(타밀어/말라얄람어: Iramakuta Muvar)였다. 시인 아툴라가 11세기에 작성한 왕조 연대기인 무샤카 밤사 카비야는 무쉬카 혈통의 역사를 설명한다.
무시카 왕국은 11세기에 체라 왕국의 영향을 받았다. 무시카 왕족은 촐라 제국에 맞서 싸우는 체라 왕을 도운 것 같다. 두 개의 후속 촐라 비문(서기 1005년경, 라자라자 1세, 1018-19 년경, 라자디라자)에는 콜라데삼의 패배와 이라마쿠타 무바르의 몰락이 언급되어 있다. 케랄라 북부(서기 1020년)에 촐라족의 존재는 에라마 비문에 의해 확인된다. 왕국은 체라/페루말 주에서 살아남았고, 포스트 체라/페루말 시대에 콜라투나두로 알려지게 되었다.
무시카 왕은 왕국의 다양한 상인 길드를 장려한 것으로 보인다. 안주반남, 마니그라맘, 발란치야르 및 나나데쉬칼과 같은 유명한 인도 길드가 왕국에서 그들의 존재를 보여준다. 왕들은 또한 힌두교와 사원의 위대한 챔피언으로 묘사된다. 일부 무시카 통치자는 케랄라 중부의 유명한 불교 비하라를 후원한 것으로 유명하다. 무시카 왕국의 항구에도 유대인 상인의 존재가 추측된다. 마다이의 한 위치는 여전히 "유대인의 연못"(Jutakkulam)으로 알려져 있다.

### 서지
- A Sreedhara Menon (2007). 《A Survey Of Kerala History》. DC Books. ISBN 978-81-264-1578-6.
- R. Leela Devi (1986). 《History of Kerala》. Vidyarthi Mithram.
- T. Madhava Menon (2000). 《A handbook of Kerala》 1. International School of Dravidian Linguistics. ISBN 978-81-85692-27-2.
- T. Madhava Menon (2002). 《A handbook of Kerala》 2. International School of Dravidian Linguistics. ISBN 978-81-85692-31-9.